# Hydrotermální karbonizace
Hydrotermální karbonizace je chemický proces vedoucí k jednoduché a vysoce účinné výrobě hnědého uhlí, syntézního plynu (převážně směs CO a H2), tekutých předstupňů zemního oleje a humusu z biomasy za uvolnění energie. Tento proces, který trvá pouze několik hodin a který napodobuje vznik hnědého uhlí (v přírodě trvá asi 50 000 až 50 milionů let) byl vyvinut prof. Markem Antoniettim v Max-Planckově institutu.

## Zadání
Při dosavadních běžných postupech k přeměně biomasy na paliva je uhlíková eficience, tj. podíl obsaženého uhlíku v biomase a pozdějšího obsahu uhlíku v použitelném produktu poměrně malý: při alkoholovém kvašení dosahuje uhlíková eficience 67 %, při anaerobním kvašení na bioplyn asi 50 %, při výrobě dřevěného uhlí asi 30 % a při vzniku humusu kompostováním se pohybuje uhlíková eficience okolo 7 %. Nepoužitelný podíl uhlíku tvoří unikající oxid uhličitý, resp. při kompostování do atmosféry unikající methan. Oba tyto plyny jsou z hlediska klimatu pokládány za škodlivé. Navíc tyto procesy jsou spojeny s uvolňováním tepla, které se nevyužívá.
Problémem při výrobě biodieselového oleje z olejnatých plodin je skutečnost, že u těchto plodin může být využita pouze energie, která je obsažena v plodech. Pokud by se mohla využít veškerá energie v rostlině obsažená, pak by při pěstování rychle rostoucích rostlin jako vrb, topolů, čínského rákosí, konopí, cukrové třtiny nebo vybraných lesních porostů stoupla energetická využitelnost z obdělávané plochy o faktor 3 až 5. Tato možnost by vedla nejen k současné redukci vynakládané energie a použitých hnojiv a herbicidů ale i k využíváni chudých a nejchudších půd. Hydrotermální karbonizace umožňuje – stejně jako Biomass to Liquid – využít téměř všechen uhlík obsažený v biomase jako palivo.

## Postup
V autoklávu se biomasa, neboli rostlinný materiál (v následující chemické rovnici zjednodušena na cukr C6H12O6) smíchá s vodou a malým množstvím katalyzátoru a ohřeje se bez přístupu vzduchu na 180 °C. Jako katalyzátor používá prof. Antonietti kyselinu citronovou. Probíhající chemická reakce je exotermická, to znamená, že je spojená s uvolňováním energie. Po dvanácti hodinách je výchozí produkt přeměněn a nalézá se ve vodním kalu jako porézní kuličky hnědého uhlí (C6H2O). Velikost pórů leží v rozmezí 8 – 20 nm. Rovnice, která popisuje tuto chemickou reakci:
C6H12O6 → C6H2O + 5 H2O ΔH = – 1105kJ/mol
Reakce může být v různých stádiích při neúplném odštěpení vody přerušena. Tím lze dosáhnout různých meziproduktů. Při přerušení po několika málo minutách vznikají takzvané tekuté intermediáty, předstupně zemního oleje. Manipulace s nimi je ale vzhledem k jejich vysoké reaktivitě obtížná. Následně se vytváří humus, který jako meziprodukt je hotov asi po osmi hodinách.

## Účinnost
Při exotermické reakci hydrotermální karbonizace se uvolní asi tři osminy kalorické hodnoty biomasy (vztaženo na suchou hmotu, při vysokém obsahu ligninu, pryskyřic nebo oleje stále ještě minimálně jedna čtvrtina). Při správně řízeném procesu je možno pomocí odpadního tepla vyrobit z mokré biomasy suché bio-uhlí a eventuálně část odpadního tepla využít k produkci využitelné energie.
Podle prof. Antoniettiho nejdůležitějším bodem je: „…, že máme v ruce jednoduchou metodu proměnit atmosférický CO2 pomocí biomasy ve stabilní a bezpečnou úložnou formu uhlíku.“
Pomocí procesu hydrotermální karbonizace a jiných karbonizačních procesů biomasy se nabízí všude na světě decentrálně trvale ukládat velké množství uhlíku. Mnohem jistěji než v současnosti diskutované deponování kapalného nebo plynného oxidu uhličitého. Díky značné chemické stabilitě uhlí, nebo humusu lze tyto použít k vylepšení kvality zemědělské půdy.
Uměle vyrobený humus je možno použít k rekultivaci erodovaných ploch. Tímto způsobem posílený růst rostlin může vést k dalšímu vázání atmosférického oxidu uhličitého, takže v konečném efektu uhlíková eficience dosáhne hodnoty větší než 1, to znamená dosažení negativní bilance CO2.
Vzniklý uhelný kal lze také využít ke spalování resp. k provozu palivových článků s účinností větší než 60 %. Tyto palivové články jsou nyní vyvíjeny na Harvardově univerzitě. K produkci běžných pohonných hmot se musí napřed uhelný kal silně zahřát. Tím vznikne takzvaný syntézní plyn – plynná směs oxidu uhelnatého a vodíku:
C6H2O + 5 H2O → 6 CO + 6 H2
Z tohoto syntézního plynu lze pomocí Fisher-Tropschovy syntézy vyrobit benzín. Alternativně mohou být pochopitelně i tekuté intermediáty, které vznikají při neúplné přeměně biomasy, použity k výrobě pohonných nebo umělých hmot.
Mimo to lze vzniklý uhelný prach briketovat a použít jako ekologické a CO2 neutrální “přírodní” uhlí. Ve srovnaní s původní biomasou pomocí oddělení/filtrovaní/stlačení a sušení při nízkém energetickém nákladu a tím dosaženém vysokém energetickém obsahu (ať už vztaženo na objem či hmotu) se takto získané uhlí vyznačuje nízkými náklady na dopravu a na skladování.
Výhoda hydrotermální karbonizace spočívá v použitelnosti biomasy, která není omezena nízkým obsahem vody a která umožňuje zisk energie s neutrální CO2 bilancí. Získaná energie podle alternativy není redukovaná sušicími procesy, resp. získanou energii lze použít přímo k sušení konečných produktů. Pro tuto technologii je vhodný jakýkoliv rostlinný materiál, včetně dnes téměř nevyužitelných rostlinných materiálů jako je zahradní odpad, odpad ze zelených ploch, odpad ze zemědělských plodin atd. Tato metoda vede ke snížení akumulace oxidu uhličitého a metanu (které vznikají bakteriologickým rozpadem biomasy, a které se významnou měrou projevují na skleníkovém efektu v atmosféře). Podle výpočtu prof. Antoniettiho by k plné kompenzaci emisí oxidu uhličitého způsobené spalováním fosilních paliv postačilo, kdyby zelená hmota, která naroste na 1 % zemského povrchu byla karbonizována, resp. toto množství biomasy by uspokojilo současnou energetickou potřebu světa a to CO2 neutrálně. Tato plocha odpovídá ploše 1000 × 5000 km.

## Problémy
Největším problémem při výrobě syntézního plynu z biomasy je tvorba dehtu, které se dá při hydrotermálním procesu zabránit. Dalším důvodem, proč volit okliku přes biouhlí, je, že suspenze biomasy by se měla rozkládat na CO2 a H2 pod nadkritickou teplotou 400 °C a pod minimálním tlakem 221,2 bar, (kritická teplota vody je 374 °C) což je ovšem spojeno s velkou spotřebou energie.
Neobjasněné je u této problematiky nejen vhodné řízení procesu, ale i sběr, transport a skladování biomasy. Tyto operace potřebují také energii, která pochopitelně musí být menší než energie získaná hydrotermální karbonizací.
Výhoda oproti termickému zušlechťování biopaliv s nízkým obsahem vlhkosti suchou cestou není jednoznačně patrná. Už koncem 19. století bylo lehce pyrolyzované dřevěné uhlí, které obsahovalo nejméně 80 % spalného tepla dřeva, propagováno pro termické procesy.

## Srovnání s jinými technologiemi

### Biodiesel z tuků
Zpracováním biomasy na biodiesel, který se dnes běžně získává z rostlinných či živočišných tuků, nelze spotřebu oleje jako primárního nosiče vyřešit. Dnes činí světová spotřeba minerálních olejů více než 4 miliardy tun. Celosvětová produkce rostlinných a živočišných tuků se pohybuje okolo pouhých 120 milionů tun. Navíc na výrobu pohonných hmot se většinou používá pouze levný odpad, protože hodnotné tuky jsou nezbytnou součásti výživy.
Dále je nutno přihlédnout k tomu, že produkce rostlinných tuků je na jednotku plochy málo eficientní. Např.: výnos methylesteru řepkového oleje z jednoho ha je pouhých 1550 l. Odečteme-li energetické náklady zemědělce (traktor, hnojiva), na dopravu, na lisování oleje ze zrn a na konečnou úpravu oleje (čištění, esterifikace) sníží se reálný výnos na přibližně 1300 l oleje/ha.

### Alkoholové kvašení
Alkoholové kvašení je málo eficientní. Z celkového množství uložené energie v rostlině lze získat pouhých 5 %, z čistého cukru se ztrácí 15 % energie. Navíc je nutno získaný alkohol oddělit od vody, která je podmínkou kvašení. Výnos bioethanolu z jednoho ha odpovídá pouhým 1650 l benzínového ekvivalentu. Další nevýhodou je uhlíková eficience (uhlíková eficience CU = 0,66) – dva ze šesti atomu uhlíku jsou uvolněny jako CO2.

### Biomass to Liquid (BtL) jinak SunDiesel
Výnos energie SunDieselu z jednoho hektaru plodin se pohybuje okolo 4000 l.

### Anaerobní rozklad biomasy
Anaerobní rozklad biomasy není energeticky výhodný, protože se při něm využívá v podstatě vedlejšího produktu, který vzniká metabolismem bakterií. Teoretické energetické ztráty jsou 18 %, v praxi jsou ovšem mnohem větší. Polovina uhlíku je v podobě vznikajícího oxidu uhličitého ztracena (CU = 0,50) a uniká do atmosféry. Teoreticky lze z jednoho ha plochy vyprodukovat za rok asi 3500 m³ plynu. To odpovídá energetické hodnotě 5000 l benzínu.

### Pyrolýza
K pyrolýze (zuhelnatění při extrémních teplotách za nepřístupu vzduchu) je nutné používat suchý rostlinný materiál. Energetický zisk je za těchto podmínek nerentabilní.

### Hydrotermální karbonizace
Při hydrotermální karbonizaci lze počítat s produkcí 14 000 kg hnědého uhlí z jednoho ha zemědělské nebo lesní plochy za rok, resp. 14 000 l tekutých paliv. Další velkou výhodou je, že z původního obsahu uhlíku v biomase je téměř 100 % vázáno v uhlí, resp. v tekutých palivech (CU = 1) a 66 % původního spalného tepla zůstane zachováno. Zbytek připadá na teplo, které se uvolňuje během procesu.

### Shrnutí
1. Biomasa
C6H12O6 má energetickou hodnotu 3240 kJ/mol
2. Alkoholové kvašeni
 Alkoholovým kvašením vzniká ethanol a oxid uhličitý – 2C2H5OH + 2 CO2
CE = 0,66
Energetická hodnota alkoholu: 2760 kJ/mol
3. Anaerobní rozklad
Anaerobním rozkladem vzniká bioplyn a oxid uhličitý – 3CH4 + 3CO2
CE = 0,50
Energetická hodnota bioplynu je 2664 kJ/mol
4. Hydrotermální karbonizace
Hydrotermální karbonizací vzniká hnědé uhlí a odštěpuje se voda – C6H2O + 5H2O
CE = 1,0
Energetická hodnota hnědého uhlí je 2135 kJ/mol
5. Spalování, metabolismus za přístupu vzduchu
Spalováním, metabolismem za přístupu vzduchu ( + 6O2) vzniká – 6CO2 + 6H2O
CE = 0,0
Energetická hodnota oxidačních produktů je 0,0 kJ/mol

## Výhled a praktické použití
V současné době vyvíjí několik firem reaktory pro hydrotermální karbonizaci rostlinných odpadů. Cílem je vyvinout kontinuální proces. Jeden prototyp je ve zkušebním provozu v obci Grasbrunn v Německu.